# 이즐링턴

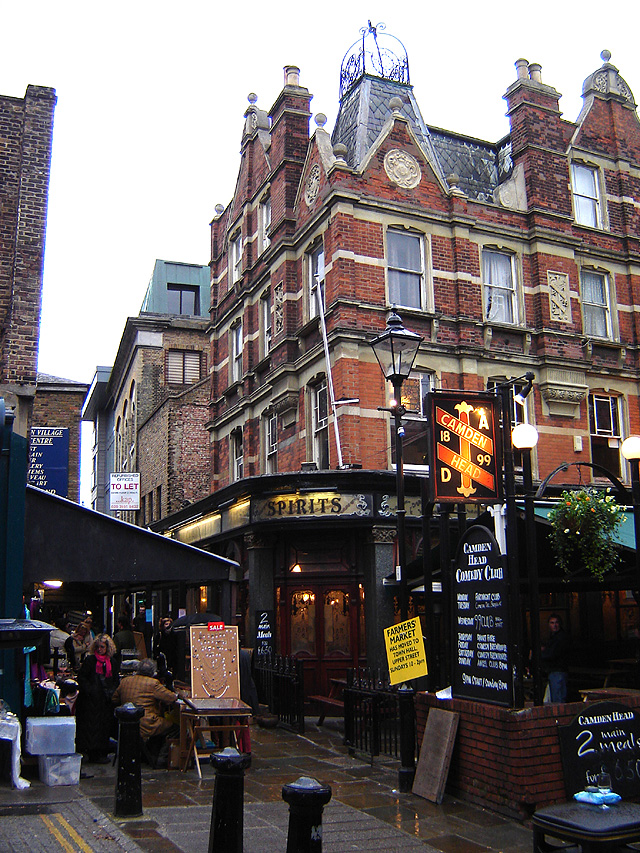
이즐링턴

이즐링턴(Islington)은 런던 북부에 위치한 지역으로, 번화가이다.
영국 그레이터 런던 북부에 있는 지역으로 런던 이즐링턴 자치구의 일부이다. 주로 이너 런던의 주거 지역으로 이즐링턴의 하이스트리트(High Street)에서 하이버리필즈(Highbury Fields)까지 뻗어 있으며 번잡한 하이스트리트(High Street), 어퍼스트리트(Upper Street), 에섹스로드(Essex Road, 이전 명칭: 로어스트리트 "Lower Street") 및 동쪽의 사우스게이트로드(Southgate Road) 주변 지역을 포함한다.